# 甘吉 (巴勒莫广域市)

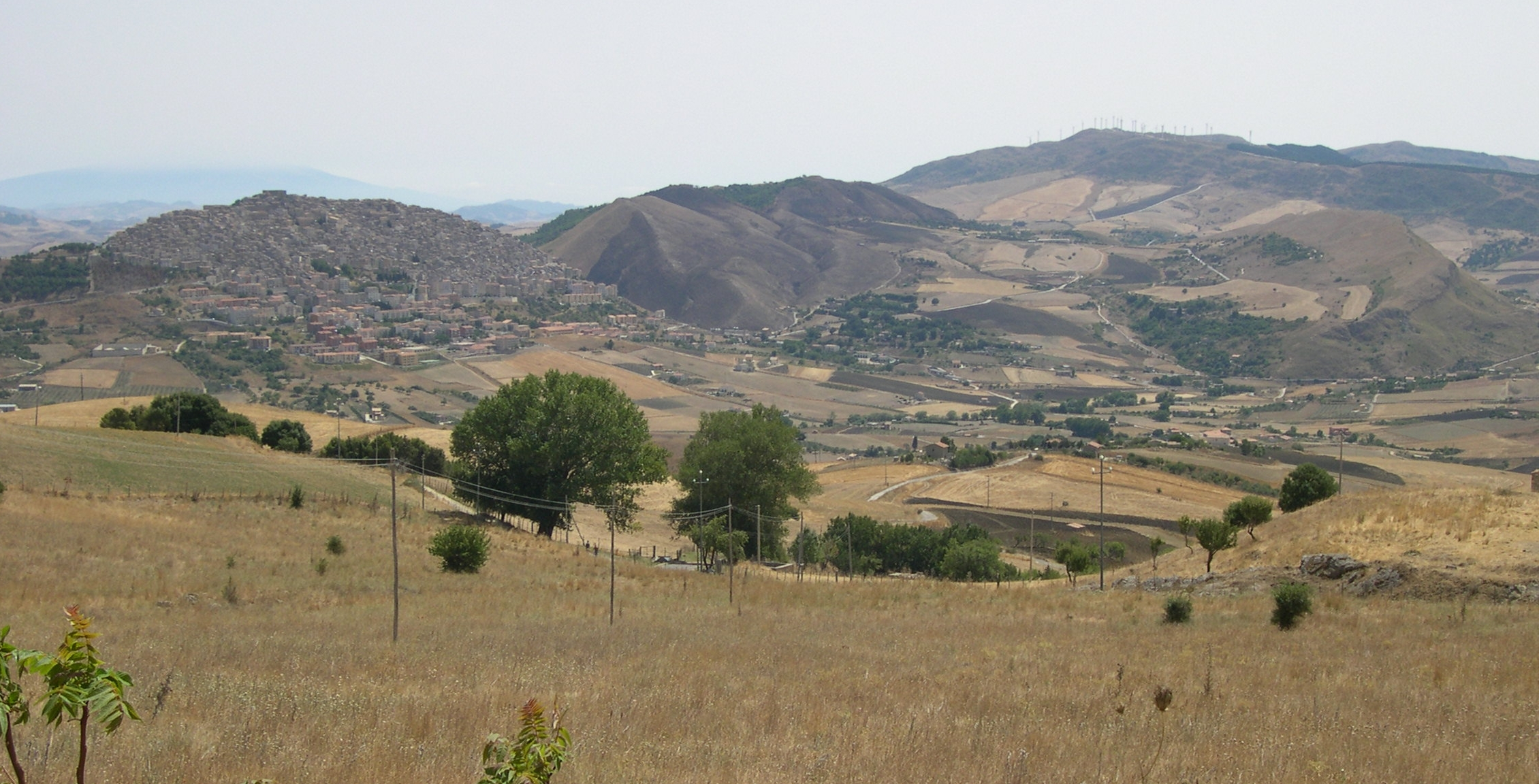
甘吉

甘吉（義大利語：Gangi）是意大利西西里大区巴勒莫廣域市的市镇，坐落在西西里岛中部馬多涅山脈上，位于巴勒莫东南80公里处。市镇面积为127.1平方公里，2017年人口数量为6,568人。它是義大利最美的村莊之一。